# Pallaskenry

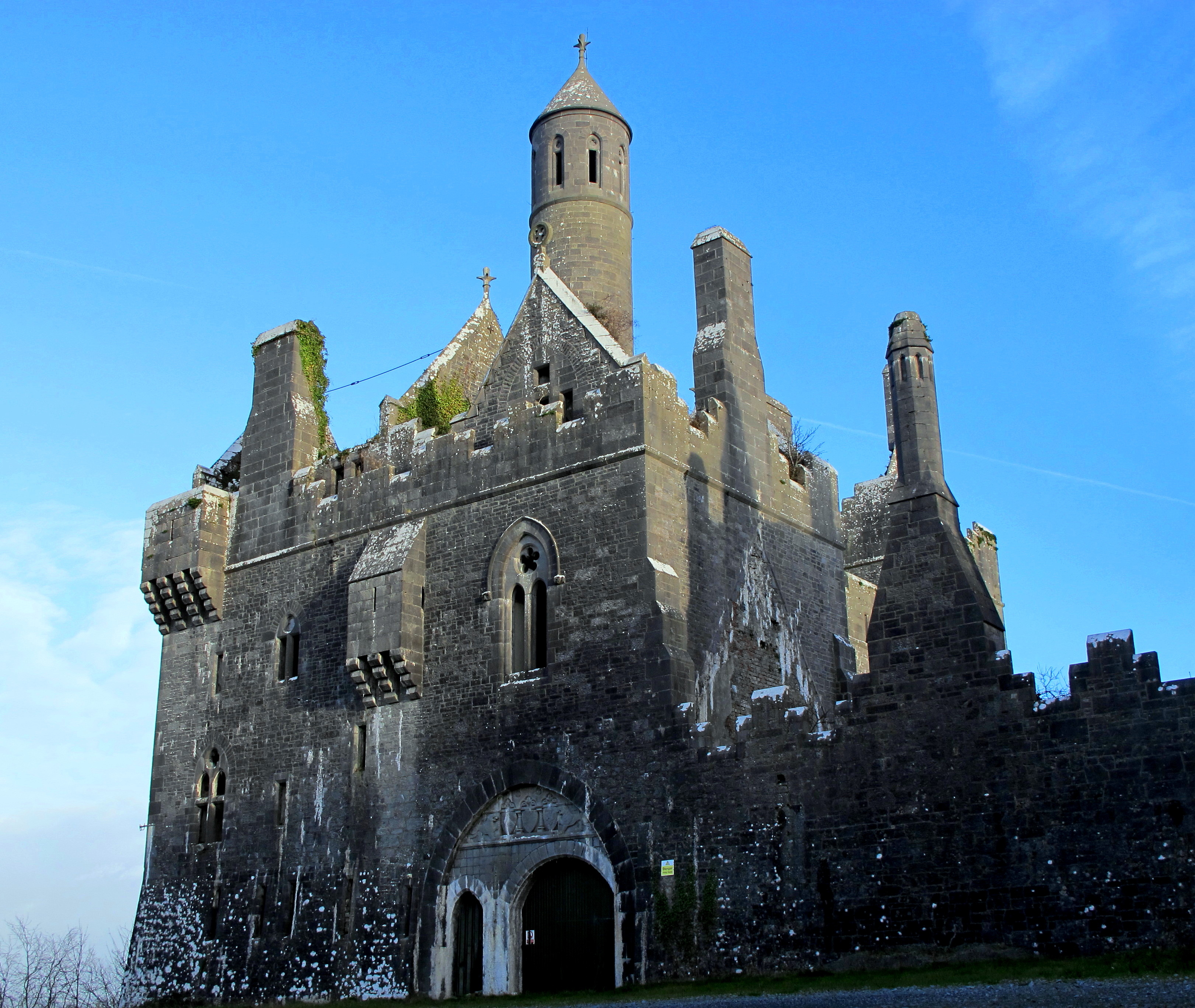
Castillo de Dromore, Pallaskenry

Pallaskenry es una localidad situada en el condado de Limerick de la provincia de Munster (República de Irlanda). Según el censo de 2016, tiene una población de 651 habitantes.
Está ubicada al suroeste del país, a poca distancia al sur del estuario del río Shannon en el océano Atlántico, cerca de las montañas Galtee y al norte de la ciudad de Cork.